# Ангелушев, Борис
Борис Димитров Ангелушев (болг. Борис Димитров Ангелушев; 25 октября 1902, Пловдив, Княжество Болгария — 24 августа 1966, София, Народная Республика Болгария) — болгарский художник-график. Народный художник Болгарии. Лауреат Димитровской премии (1951 и 1964).

## Биография
Сын учителя. После окончания Первой мировой войны в 1923 году отправился в Германию, куда поехал учиться графическому искусству. С 1924 по 1928 год учился в Прусской Академии художеств в Берлине. Вступил в КПГ. Публиковал политическую графику и карикатуры под псевдонимами Бруно Фук. В 1928 году Ангелушев был одним из основателей Ассоциации революционных художников-визуалистов.
Приход нацистов к власти заставил его в 1933 году покинуть Германию и после двухлетнего пребывания в Швейцарии и Чехословакии вернуться на родину.

## Творчество
Был членом болгарского «Общества новых художников». В своём творчестве пользовался, так называемым эзоповым языком.
В 1930-е годы художник создал серию рисунков углём к эпопее Шолохова «Тихий Дон», иллюстрации к «Истории Болгарии» и «Древней болгарской литературы», ряд обложек и титулов. Занимался, как станковой, так и прикладной графикой. Выехав на фронт военным художником, Ангелушев создал ряд рисунков, карикатур и плакатов. Работал в самых разнообразных видах графики: в сатирическом рисунке и карикатуре, станковой и прикладной графике, плакате, художественной иллюстрации.
В 1940-х годах создал множество почтовых марок, методом гравировки и с помощью мягкой кисти и тонких полутонов. Среди этих марок - «Возвращение Южной Добруджи Болгарии» 1940 г. номиналом 1 и 2 лева, «Единая Болгария» 1941 г. номиналом 2 лева, марка «Ссуда свободы» 1945 г. номиналом 50 левов, марки «Партизаны» 1946 года номиналом 5 и 50 левов и т. д. Для их графического дизайна создал и экспериментировал с новыми шрифтами , которые позже использовал в области книжного дизайна и иллюстраций.
Когда коммунисты 9 сентября 1944 года пришли к власти в Болгарии, Ангелушев получил новые возможности работать на своей родине.
Автор многочисленных сатирических рисунков и карикатур на антифашистскую, политическую и социальную тематику, известен также двумя монументальными историческими живописными полотнами: «Конница Аспаруха проходит через Дунай» и «Повешение Василия Левского». Занимался сценографией, был художником-плакатистом.
В 1940-х годах разработал упрощенную версию герба Софии. Один из лучших болгарских художников-шрифтовиков. Внёс больший вклад в оформление книги, рукописей, шрифтового искусства, поднял искусство оформления печатной книги в Болгарии, её культуру до уровня тогдашних эстетических требований.
После 1950 года иллюстрировал «Сноха» Георгия Караславова, «Сказки» Ханса Кристиана Андерсена, «Хижина дяди Тома» Гарриет Бичер-Стоу и др.